# Abțibild

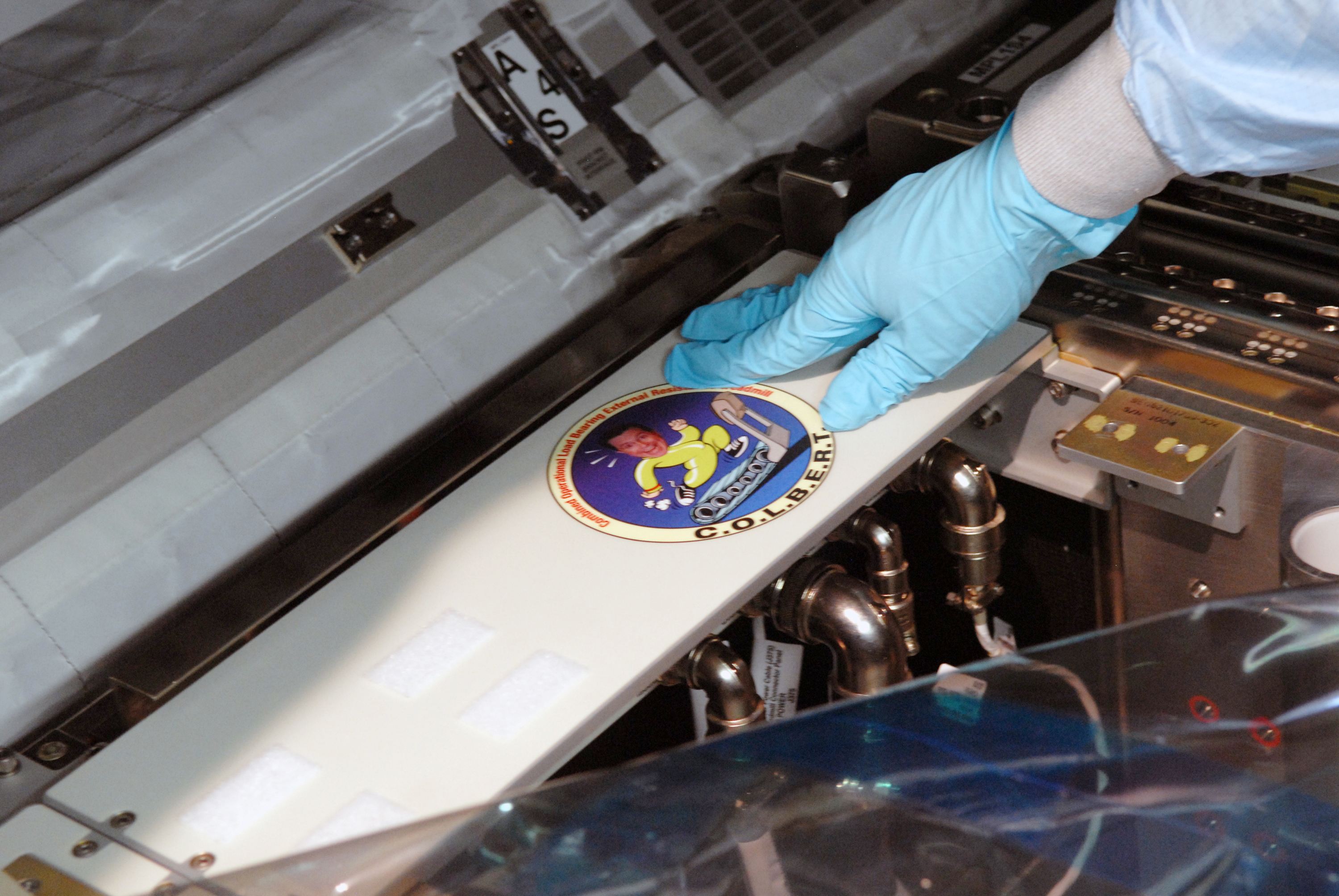
Un abțibild atașat pe o piesă a unui utilaj.

Un abțibild (numit uneori și autocolant; în germană Abziehbild) este un substrat de plastic, de pânză sau de hârtie care are imprimat pe el un model sau o imagine care pot fi mutate pe o altă suprafață de contact, de obicei, cu ajutorul căldurii sau a apei.
Tehnica a fost inventată de Simon François Ravenet⁠(en)[traduceți], un gravor din Franța, care mai târziu s-a mutat în Anglia și a perfecționat procesul numit de el (în franceză) „décalquer” (care înseamnă a copia pe contur); ea a devenit larg răspândită în timpul așa-numitei „nebunii decal” de la sfârșitul secolului al XIX-lea.

## Procesul de producție
Producția de masă a  autocolantelor de vinil începe cu role mari de foaie de vinil. Vinilul este alimentat printr-un plotter sau imprimantă de format mare care imprimă imaginea dorită și se taie formele dorite. Modelele sunt de obicei create folosind programe de calculator specializate și se trimit la imprimare pe cale electronică. După imprimare, modele sunt tăiate, excesul de vinil de pe foaie este eliminat într-un proces numit plivitul. în cele din urmă, o hârtie pre-mască poate fi aplicată pe partea superioară a vinilului, ceea ce permite o aplicare ușoară a mai multor litere si forme.

## Aplicații
Abțibildurile sunt frecvent utilizate pe automobilele hot rod⁠(en)[traduceți] și pe modelele de plastic. Ele sunt, de asemenea, utilizate pe chitare ca o modalitate de personalizare a acestora.
Agențiile guvernamentale (și unele Parteneriate Public-Private) utilizează abțibilduri pe vehicule pentru identificare. Aceste autocolante sunt menționate ca marcaje ale flotei de vehicole și sunt obligatorii prin lege pe vehiculele de aplicare a legii și pe cele ale pompierilor din SUA. Cele mai multe astfel de marcaje sunt create din vinil reflectorizant.

## Moduri de imprimare
- Imprimare cu jet de cerneală
- Imprimare Laser
- Fotocopie
- Tipar ofset
- Imprimare în relief
- Imprimare termică